# Parrocchie dell'arcidiocesi di Ravenna-Cervia

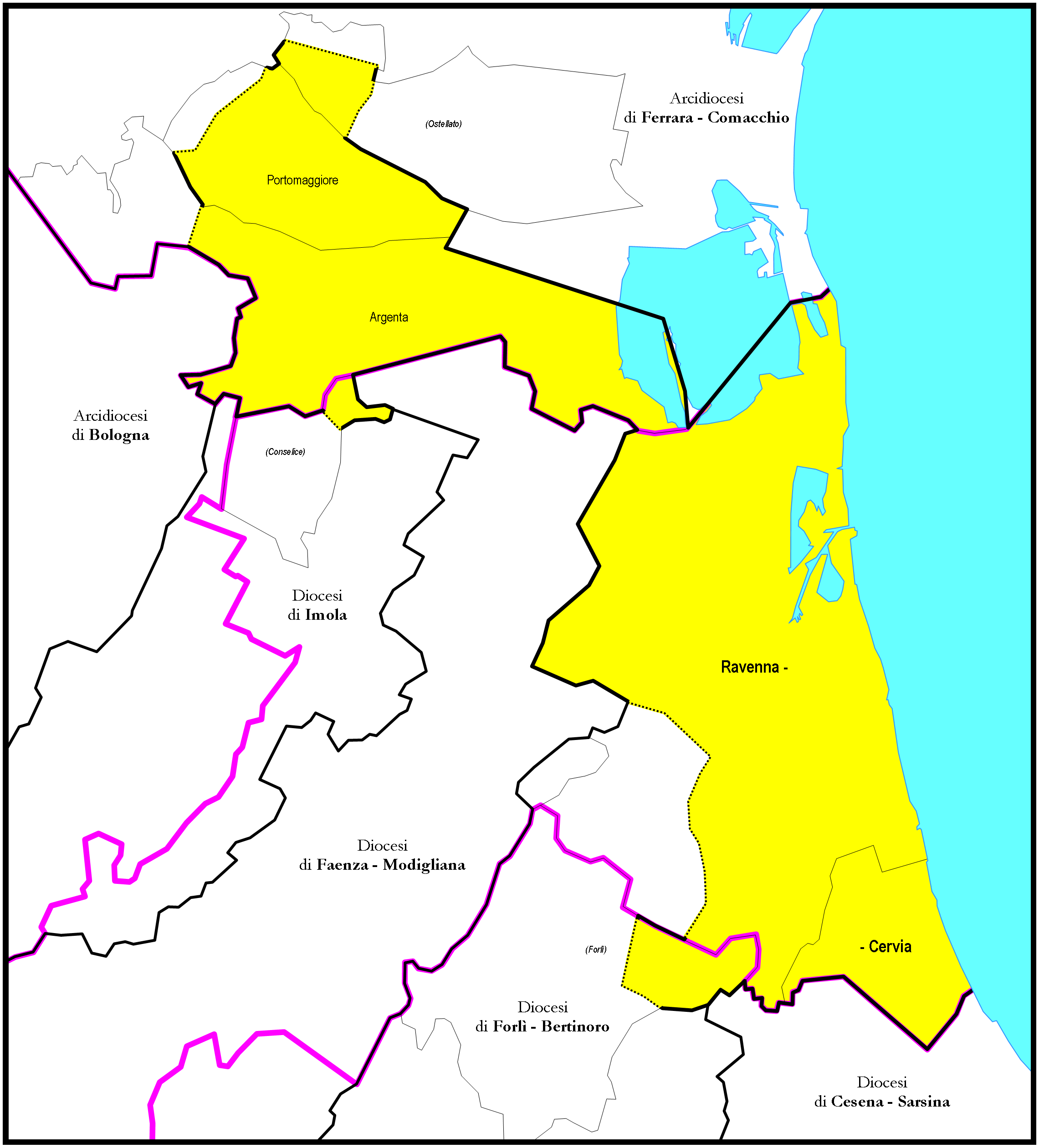
Il territorio dell'arcidiocesi

## Eccezioni all'estensione della diocesi
A causa delle delimitazioni storiche, la diocesi talvolta non comprende del tutto un territorio comunale, lasciando alcune parrocchie alle diocesi limitrofe. I casi in proposito sono:
- fanno parte della diocesi San Vito e Dogato, frazioni di Ostellato, comune per il resto compreso nell'arcidiocesi di Ferrara-Comacchio
- Lavezzola, frazione di Conselice (diocesi di Imola), è compresa nella diocesi (vic. di Argenta-Portomaggiore)
- Casemurate, frazione sia di Ravenna sia di Forlì, è interamente compresa nell'arcidiocesi di Ravenna-Cervia
- Appartengono a questa diocesi Carpinello e Pievequinta, frazioni di Forlì (diocesi di Forlì-Bertinoro)
- Runco, frazione di Portomaggiore, è compresa nell'arcidiocesi di Ferrara-Comacchio
- San Pietro in Trento, frazione di Ravenna, fa parte della diocesi di Forlì-Bertinoro
- appartiene alla diocesi San Pietro in Guardiano, frazione di Bertinoro (diocesi di Forlì-Bertinoro)
- appartengono alla diocesi Filo e Longastrino, divise tra i comuni di Argenta e Alfonsine

## Vicariati
L'arcidiocesi di Ravenna-Cervia è organizzata in 7 vicariati.

### Vicariato Urbano di Ravenna
| Parrocchia                       | Patrono                             | Comune  | Frazione/Quartiere | Web |
| -------------------------------- | ----------------------------------- | ------- | ------------------ | --- |
| Cattedrale                       | San Giovanni in Fonte               | Ravenna | centro             |     |
| Sant'Agata Maggiore              | Sant'Agata                          | Ravenna | centro             |     |
| San Biagio                       | San Biagio                          | Ravenna | centro             |     |
| San Domenico                     | San Domenico                        | Ravenna | centro             |     |
| Sant'Eufemia                     | Sant'Eufemia                        | Ravenna | centto             |     |
| San Francesco                    | San Francesco d'Assisi              | Ravenna | centro             |     |
| San Giovanni Battista            | San Giovanni Battista               | Ravenna | centro             |     |
| San Giovanni Evangelista         | San Giovanni Evangelista            | Ravenna | centro             |     |
| San Giuseppe Operaio             | San Giuseppe                        | Ravenna | centro             |     |
| San Lorenzo in Cesarea           | San Lorenzo Martire                 | Ravenna | centro             |     |
| Santa Maria delle Croci          | Santa Maria                         | Ravenna | centro             |     |
| Santa Maria del Torrione         | Santa Maria                         | Ravenna | centro             |     |
| Santa Maria in Porto             | Santa Maria in Porto                | Ravenna | centro             |     |
| San Paolo Apostolo               | San Paolo di Tarso                  | Ravenna | centro             |     |
| San Pier Damiani                 | San Pier Damiani                    | Ravenna | centro             |     |
| San Rocco                        | San Rocco                           | Ravenna | centro             |     |
| San Vitale                       | San Vitale                          | Ravenna | centro             |     |
| Santi Simone e Giuda             | Santi Simone e Giuda                | Ravenna | centro             |     |
| Santi Vittore e Compagni Martiri | Santi Vittore, Valentino e Solutore | Ravenna | centro             |     |
| SS. Redentore                    | Santissimo Redentore                | Ravenna | centro             |     |

### Vicariato di Argenta - Portomaggiore
Le parrocchie di Anita, Argenta - San Giacomo, Bando di Argenta, Boccaleone di Argenta, Campotto di Argenta, Portoverrara di Portomaggiore, Quartiere di Portomaggiore e Sandolo di Portomaggiore sono stare estinte.
| Parrocchia           | Patrono                     | Comune        | Frazione/Quartiere   | Web |
| -------------------- | --------------------------- | ------------- | -------------------- | --- |
| Argenta              | San Nicolò Vescovo          | Argenta       | centro               |     |
| Portomaggiore        | Santa Maria Assunta         | Portomaggiore | centro               |     |
| Consandolo           | San Zeno Vescovo            | Argenta       | Consandolo           |     |
| Dogato               | Santi Filippo e Giacomo     | Ostellato     | Dogato               |     |
| Filo                 | Sant'Agata                  | Argenta       | Filo                 |     |
| Lavezzola            | San Maurelio                | Conselice     | Lavezzola            |     |
| Longastrino          | San Giuliano                | Argenta       | Longastrino          |     |
| Maiero               | San Martino Vescovo         | Portomaggiore | Maiero               |     |
| Portorotta           | Beata Vergine di Pompei     | Portomaggiore | Portorotta           |     |
| Portoverrara         | San Clemente Papa e Martire | Portomaggiore | Portoverrara         |     |
| Ripapersico          | Sant'Andrea Apostolo        | Portomaggiore | Ripapersico          |     |
| San Biagio d'Argenta | San Biagio                  | Argenta       | San Biagio d'Argenta |     |
| San Vito             | San Vito                    | Ostellato     | San Vito             |     |

### Vicariato di Classe
| Parrocchia          | Patrono                                 | Comune  | Frazione/Quartiere  | Web |
| ------------------- | --------------------------------------- | ------- | ------------------- | --- |
| Classe              | Sant'Apollinare Vescovo e Martire       | Ravenna | Classe              |     |
| Fosso Ghiaia        | Santa Maria Goretti                     | Ravenna | Fosso Ghiaia        |     |
| Madonna dell'Albero | Santi Maria Annunziata e Vitale Martire | Ravenna | Madonna dell'Albero |     |
| Ponte Nuovo         | San Severo Vescovo                      | Ravenna | Ponte Nuovo         |     |
| San Bartolo         | San Bartolomeo Apostolo                 | Ravenna | San Bartolo         |     |

### Vicariato di Campiano
| Parrocchia              | Patrono                       | Comune          | Frazione/Quartiere      | Web |
| ----------------------- | ----------------------------- | --------------- | ----------------------- | --- |
| Campiano                | San Cassiano                  | Ravenna         | Campiano                |     |
| Carpinello              | Santa Maria del Carmine       | Forlì           | Carpinello              |     |
| Casemurate              | San Giovanni Battista         | Forlì e Ravenna | Casemurate              |     |
| Castiglione             | San Pantaleone                | Ravenna         | Castiglione di Ravenna  |     |
| Gambellara              | San Giacomo il Maggiore       | Ravenna         | Gambellara              |     |
| Massa Castello          | Sant'Andrea Apostolo          | Ravenna         | Massa Castello          |     |
| Mensa Matellica         | San Nicola                    | Ravenna         | Mensa Matellica         |     |
| Pievequinta             | Santi Pietro e Paolo Apostoli | Forlì           | Pievequinta             |     |
| San Pietro in Campiano  | San Pietro Apostolo           | Ravenna         | San Pietro in Campiano  |     |
| San Pietro in Guardiano | San Pietro Apostolo           | Bertinoro       | San Pietro in Guardiano |     |
| Santo Stefano           | Santo Stefano Protomartire    | Ravenna         | Santo Stefano           |     |
| San Zaccaria            | San Bartolomeo Apostolo       | Ravenna         | San Zaccaria            |     |

### Vicariato di Cervia
| Parrocchia               | Patrono                      | Comune | Frazione/Quartiere         | Web |
| ------------------------ | ---------------------------- | ------ | -------------------------- | --- |
| Cervia - concattedrale   | Santa Maria Assunta          | Cervia | centro                     |     |
| Cannuzzo                 | Natività di Maria Vergine    | Cervia | Cannuzzo                   |     |
| Castiglione              | Sant'Antonio Abate           | Cervia | Castiglione                |     |
| Malva                    | Santa Maria della Neve       | Cervia | Malva                      |     |
| Milano Marittima         | Madonna del Mare             | Cervia | Milano Marittima           |     |
| Pinarella                | Sacro Cuore di Gesù          | Cervia | Pinarella                  |     |
| Pisignano                | Santo Stefano Protomartire   | Cervia | Pisignano                  |     |
| Savio                    | San Severo Vescovo           | Cervia | Savio                      |     |
| Tagliata                 | Santa Teresa del Bambin Gesù | Cervia | Tagliata                   |     |
| Villa Inferno-Montaletto | Sant'Andrea Apostolo         | Cervia | Villa Inferno e Montaletto |     |

### Vicariato di Marina di Ravenna
| Parrocchia         | Patrono                       | Comune  | Frazione/Quartiere | Web |
| ------------------ | ----------------------------- | ------- | ------------------ | --- |
| Marina di Ravenna  | San Giuseppe                  | Ravenna | Marina di Ravenna  |     |
| Casal Borsetti     | San Lorenzo Diacono e Martire | Ravenna | Casal Borsetti     |     |
| Lido Adriano       | San Massimiliano Kolbe        | Ravenna | Lido Adriano       |     |
| Porto Corsini      | Sacro Cuore di Gesù           | Ravenna | Porto Corsini      |     |
| Porto Fuori        | Santa Maria in Porto Fuori    | Ravenna | Porto Fuori        |     |
| Punta Marina Terme | San Massimiano                | Ravenna | Punta Marina Terme |     |

### Vicariato di Mezzano
| Parrocchia           | Patrono                              | Comune  | Frazione/Quartiere   | Web |
| -------------------- | ------------------------------------ | ------- | -------------------- | --- |
| Mezzano              | San Cristoforo                       | Ravenna | Mezzano              |     |
| Ammonite             | Santa Maria Nascente                 | Ravenna | Ammonite             |     |
| Camerlona            | Santi Giuseppe e Madre               | Ravenna | Camerlona            |     |
| Cortina              | San Tommaso Apostolo                 | Russi   | Cortina              |     |
| Godo                 | Santo Stefano Protomartire           | Russi   | Godo                 |     |
| Mandriole            | San Clemente                         | Ravenna | Mandriole            |     |
| Piangipane           | Natività di Maria Vergine            | Ravenna | Piangipane           |     |
| Sant'Alberto         | Sant'Adalberto                       | Ravenna | Sant'Alberto         |     |
| Sant'Antonio         | Sant'Antonio Abate                   | Ravenna | Sant'Antonio         |     |
| San Marco            | San Marco Evangelista                | Ravenna | San Marco            |     |
| San Michele          | San Michele Arcangelo                | Ravenna | San Michele          |     |
| San Romualdo         | San Romualdo                         | Ravenna | San Romualdo         |     |
| Santerno             | San Sisto Papa                       | Ravenna | Santerno             |     |
| Savarna              | Santa Maria Assunta                  | Ravenna | Savarna              |     |
| Villanova di Ravenna | San Giovanni Apostolo ed Evangelista | Ravenna | Villanova di Ravenna |     |